# روبرت جي. باريت
روبرت جي. باريت (بالإنجليزية: Robert G. Barrett)‏ هو جزار أسترالي، ولد في 14 نوفمبر 1942، وتوفي في 20 سبتمبر 2012 بسبب سرطان.

## وصلات خارجية
- روبرت جي. باريت على موقع IMDb (الإنجليزية)
- روبرت جي. باريت على موقع قاعدة بيانات الفيلم (الإنجليزية)